# Ducat d'Agulhon
El ducat d'Agulhon (francès Aiguillon) es va crear el 1599 com a ducat-pairia quan la ciutat d'Agulhon va ser convertida pel rei en el centre d'un feu que va donar a Carles de Mayenne, abraçant les Baronies d'Agulhon, Montpezat, Sainte-Livrade, Madaillan i Olmerac.

## Llista de Ducs d'Agulhon
- Carles duc de Mayenne 1599-1611
- Enric duc de Mayenne 1611-1621 (fill)

Incorporada a la corona francesa 1621-1638. Richelieu va comprar el ducat el 1638 per donar-lo a la seva neboda, filla de la seva germana Françoise du Plessis i de René Vignerot 
- Marie Madeleine De Vignerot De Plessis 1638-1675
- Teresa d'Aiguillon 1675-1731 (neta de Marie Madaleine)
- Armand I d'Aiguillon 1731-1750 (nebot de Terese)
- Emmanuel Armand d'Aiguillon|Emmanuel Armand 1750-1782 (fill d'Armand)
- Armand II d'Aiguillon 1782-1789 (fill d'Emmanuel Armand)

Suprimit per la Revolució de 1789